# Sinn (relojes)
Sinn es una manufactura alemana que produce relojes mecánicos y de cuarzo con sede en Fráncfort. La empresa fue fundada en 1961 por el instructor de vuelo y piloto de aviación Helmut Sinn (1916-2018) bajo el nombre de "Helmut Sinn Spezialuhren".

## Historia
Tras su fundación en 1961, la empresa se centró en la fabricación de relojes de cabina de navegación y cronógrafos especiales para pilotos, que se comercializaban a través de venta directa, sin pasar por los minoristas. Los relojes se producían según las especificaciones del piloto Helmut Sinn en el sector de las marcas blancas en Suiza.
En las décadas de 1960 y 1970, Sinn fabricó cajas para fines militares y de consumo, en particular las de los modelos Heuer/Sinn Bundeswehr, de las que existían dos configuraciones generales de esferas con la marca Sinn, que incluían el logotipo de Heuer: la "solo 3H" (con un símbolo rojo 3H que aparece justo debajo del centro) y la "limpia" (sin marcas más allá del logotipo de "Heuer"), y dos con solo el logotipo de Sinn.
En 1985, el cronógrafo Sinn 140 S fue uno de los primeros cronógrafos automáticos utilizados en el espacio.
En 1994, Helmut Sinn vendió la empresa a Lothar Schmidt. Tras la venta, adquirió la relojería suiza Guinand en 1996. En 1998, fundó una nueva empresa en Fráncfort del Meno. Con esta empresa, ofreció relojes con las marcas Jubilar, Chronosport y la recién adquirida Guinand. En 2006, se retiró de la actividad empresarial. Tras ceder la gestión del negocio a su empleado de muchos años, Horst Hässler, actuó como asesor de la empresa. El 3 de septiembre de 2016, Helmut Sinn celebró su centenario. Su fallecimiento a los 102 años se anunció en febrero de 2018.
Los cronómetros de misión (en alemán: "Einsatzzeitmesser") para usuarios profesionales también desempeñan un papel importante. Entre ellos se incluyen fuerzas especiales como la unidad marina de la policía federal alemana GSG 9, servicios de bomberos, buzos y pilotos. El físico y astronauta alemán Reinhard Furrer llevó el 140 S en su muñeca durante la misión Spacelab D1 en 1985, demostrando así que un reloj mecánico SINN con movimiento automático también funciona en gravedad cero. Durante la misión MIR 92 en 1992, el astronauta Klaus-Dietrich Flade voló al espacio con un 142 S de Sinn Spezialuhren en su muñeca. En 1993, el 142 de Sinn Spezialuhren se encontraba a bordo del transbordador Columbia en la Misión D2.

## Premios
Los relojes Sinn obtuvieron el máximo galardón en los premios Goldene Unruh en los siguientes años:
- 1998: 103 Ti Ar (relojes de hasta 2000 marcos)
- 2006: Reloj Frankfurt Financial District en oro blanco (relojes de hasta 10 000 euros)
- 2008: 6100 REGULATEUR en oro rosa
- 2010: 900 PILOT
- 2010: 6100 REGULATEUR en oro rosa
- 2012: Reloj Frankfurt Financial District en platino

## Relojes
Los modelos estándar son relojes mecánicos como el Sinn Pilot Chronograph 103 o el Cronógrafo Espacial 140.
Los detalles técnicos habituales incluyen resistencia a la presión de hasta 20 bares y más, así como funcionalidad antimagnética según la norma DIN 8309.
Además, el Cronógrafo de Piloto EZM 10 TESTAF garantiza un funcionamiento fiable desde -45 °C hasta +80 °C.
El Sinn 144 GMT se diseñó con base en un Porsche Design Orfina/Prestige Watch International.
El reloj de buceo para las fuerzas de operaciones especiales de la marina, como el Sinn Diving Watch U2, por ejemplo, tiene las siguientes especificaciones:

- Fabricado íntegramente con acero alemán de alta resistencia, resistente al agua de mar.
- Mecanismo de relojería: automático mediante movimiento mecánico o manual dando cuerda a la corona.
- Cristal de zafiro en la parte frontal. Antirreflectante por ambas caras.
- Funcionalmente fiable desde -45 °C hasta +80 °C.
- Resistente a la presión hasta 2000 m de profundidad de inmersión.
- Antimagnético según la norma DIN 8309.

La unidad de fuerzas especiales alemanas de la policía federal GSG 9 utiliza el reloj Sinn UX para sus fuerzas marítimas.